# LG Pay

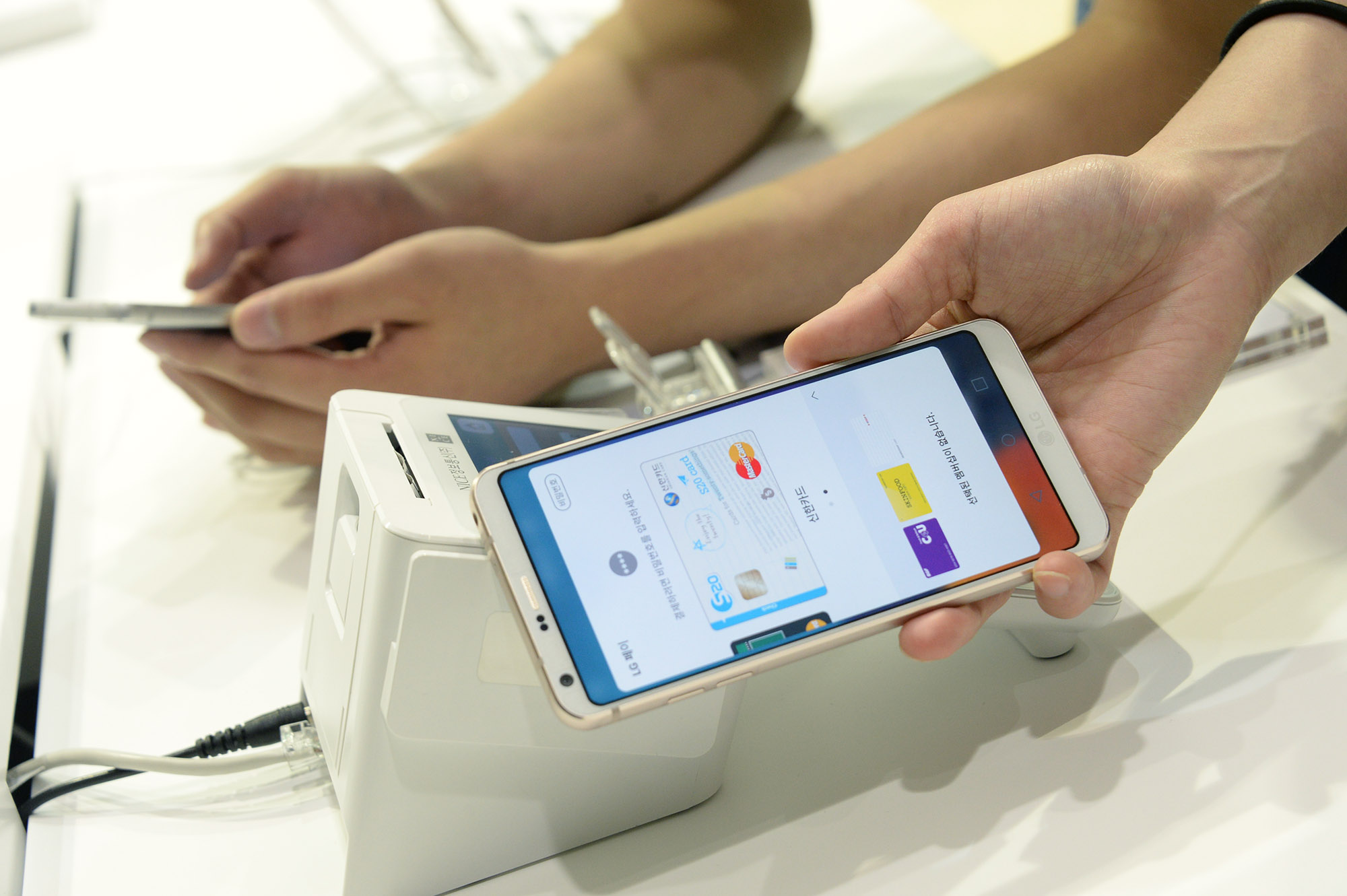
Tela de pagamento do LG Pay no LG G6.

LG Pay é um serviço de pagamento móvel e carteira digital da LG Electronics que permite aos usuários efetuar pagamentos usando telefones compatíveis e, futuramente, outros dispositivos produzidos pela LG. O serviço dá suporte a pagamentos por aproximação usando comunicações de campo próximo (NFC), mas também incorpora comunicação magnética sem fio que permite que pagamentos por aproximação possam ser úteis em terminais de pagamento que aceitam apenas cartões magnéticos e sem contato.
O serviço existe na Coreia do Sul e nos Estados Unidos.

## Serviço
O LG Pay foi desenvolvido a partir da propriedade intelectual da Dynamics e estava sendo planejado desde novembro de 2015. O serviço aceita sistemas de pagamento móvel baseados em NFC (que estão em primeiro lugar quando o suporte é detectado) e também aqueles que aceitam apenas cartões magnéticos. Isso é realizado através da tecnologia conhecida como "Comunicação Magnética Sem Fio" (WMC), que transmite os dados do cartão para o slot de um terminal de pagamento por meio da emissão de pulsos de dados magnéticos sem fio, fazendo com que o terminal os registre como se fosse uma cartão magnético normal.
Em telefones, o menu da carteira se inicia deslizando a parte de baixo da tela. Diferentes cartões de crédito, débito e fidelidade podem ser carregados no aplicativo e selecionados deslizando entre eles na tela.
Na Coreia do Sul, o LG Pay pode ser útil para pagamentos online, cartão de transporte, cartões de associação e para retirar dinheiro em caixas eletrônicos de bancos selecionados.

## Segurança
As medidas de segurança do LG Pay têm como base empresas de cartão LG Mobile e sul-coreanas, como as tecnologias Shinhan Card; as informações do cartão de crédito são armazenadas em um token seguro. A autenticação dos pagamentos deve ser feita usando somente uma senha, digitalização de impressão digital ou, depois, usando o reconhecimento facial 3D.

## Disponibilidade
| Data                | Suporte para cartões de pagamento emitidos em |
| ------------------- | --------------------------------------------- |
| 02 de junho de 2017 | Coreia do Sul                                 |
| 16 de julho de 2019 | EUA                                           |

Em 2016, foi anunciado que a LG estava desenvolvendo um sistema de cartão branco que armazena todas as informações de cartão de vários bancos ou empresas em um cartão físico semelhante a um cartão de crédito normal. Após o lançamento, não há mais atualizações se esse sistema ainda for implementado.
Em 2018, foi anunciado o lançamento do LG Pay nos Estados Unidos.
Em 2019, o LG Pay foi lançado oficialmente nos Estados Unidos com um programa de recompensas em dinheiro de volta.

## Dispositivos compatíveis

### Smartphones emblemáticos

#### Série G
- LG G8 ThinQ
- LG G7 ThinQ

#### Série V
- LG V60 ThinQ